# Spirostreptus perfidelis
Spirostreptus perfidelis är en mångfotingart som först beskrevs av Christoph D. Schubart 1944.  Spirostreptus perfidelis ingår i släktet Spirostreptus och familjen Spirostreptidae. Inga underarter finns listade i Catalogue of Life.